# Mahonri Mackintosh Young
Mahonri Mackintosh Young, né le 9 août 1877 à Salt Lake City et mort le 2 novembre 1957 à Norwalk, est un artiste américain, graveur, peintre et sculpteur, principalement connu pour deux de ses œuvres, installées en des lieux emblématiques de Salt Lake City, le This Is The Place Monument, dédié aux pionniers mormons, aux explorateurs et colons de l'Ouest américain, ainsi que le Seagull Monument qui illustre le miracle of the gulls. Il est également médaillé d'or des Jeux olympiques d'été de 1932 à Los Angeles, dans la discipline sculpture, pour son œuvre, The Knockdown, qui représente le match de boxe, Jack Dempsey contre Luis Firpo, du 14 septembre 1923.

## Famille et études
Young, né à Salt Lake City, alors dans le Territoire de l'Utah, est le fils d'Agnes Mackintosh et de Mahonri Moriancumer Young. Il vient au monde juste 20 jours avant la mort de son grand-père Brigham Young, président de l'Église de Jésus-Christ des saints des derniers jours et gouverneur  du Territoire de l'Utah.
Orphelin de père à huit ans, Young, choisit de suivre l'enseignement artistique du peintre James Taylor Harwood (1860-1940), qui avait étudié à l'Académie Julian et à l'école des beaux-arts de Paris. À dix-sept ans, Young commence à travailler comme illustrateur et graveur pour le Salt Lake Herald puis  pour la Salt Lake Tribune,. En 1899, il se rend à New York ou il étudie à la Art Students League, suivant l'enseignement des peintres Kenyon Cox et George Bridgman. Il se rend à Paris, en 1901, et s'inscrit à l'Académie Julian ou il étudie sous la direction du peintre et sculpteur Jean-Paul Laurens. Young fréquente ensuite l'Académie Delécluse, puis l'Académie Colarossi où il suit l'enseignement du sculpteur Jean-Antoine Injalbert. La sculpture devient alors son champ d'expression favori, il réalise des statuettes représentant des ouvriers dans les rues de Paris qui sont exposées, pendant l'hiver 1903, par l'American Art Association de la capitale française. Young expose également des pastels et une sculpture au Salon d'automne de 1905.

## Carrière

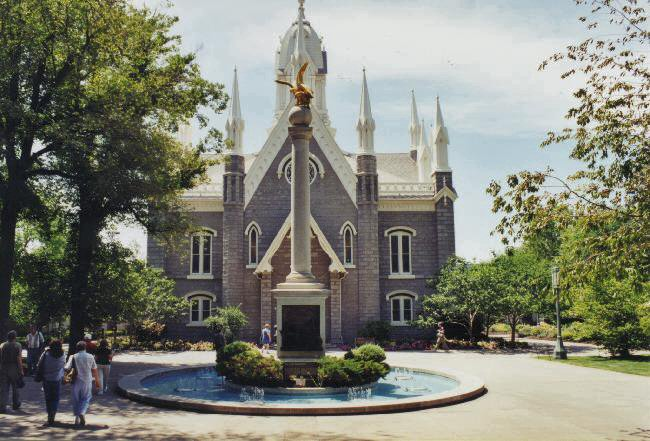
Le Seagull Monument avec le Salt Lake Assembly Hall en arrière-plan.

Young rentre à Salt Lake City, en 1905, où il réalise de portraits sur commande et enseigne à la Young Men's Christian Association. Le 19 février 1907, il épouse Cecilia Sharp, qu'il décrit comme « une musicienne de talent—pianiste [qui] possède un type de grâce, beauté et spiritualité qui rehausse les cercles culturels auxquels elle se joint ». La famille s'agrandit, en 1908, par une fille Agnes, puis en 1911, un fils Mahonri Sharp.
En 1910, Young part pour New York et travaille avec ses contemporains, les peintres Leon Kroll et Paul Dougherty. Il s'intéresse principalement à la classe laborieuse, ses sculptures représentant des bouchers, des balayeurs, des ouvriers du bâtiment ou des boxeurs. Il reçoit, en 1911, le Helen Foster Barnett Prize de la National Academy, pour une statuette représentant un batelier, intitulée Bovet Arthur - A Laborer. Sa première exposition personnelle de bronzes et de dessins a lieu en 1912, à la Berlin Photographic Company à New York. Il reçoit, en 1912, 1915 et 1917, des commandes de l'American Museum of Natural History de Manhattan, pour des diorama et il se rend à plusieurs reprises dans le Sud-Ouest des États-Unis pour réaliser des dessins et des croquis. À la même époque, il reçoit commande de l'Église de Jésus-Christ des saints des derniers jours pour le Seagull Monument et Young retourne à Salt Lake City, en 1913, pour l’inauguration, à Temple Square, de son œuvre de granite et de marbre. La même année, il participe, en tant que membre, fraichement élu, de la National Academy of Design, à l'organisation de l'Armory Show.

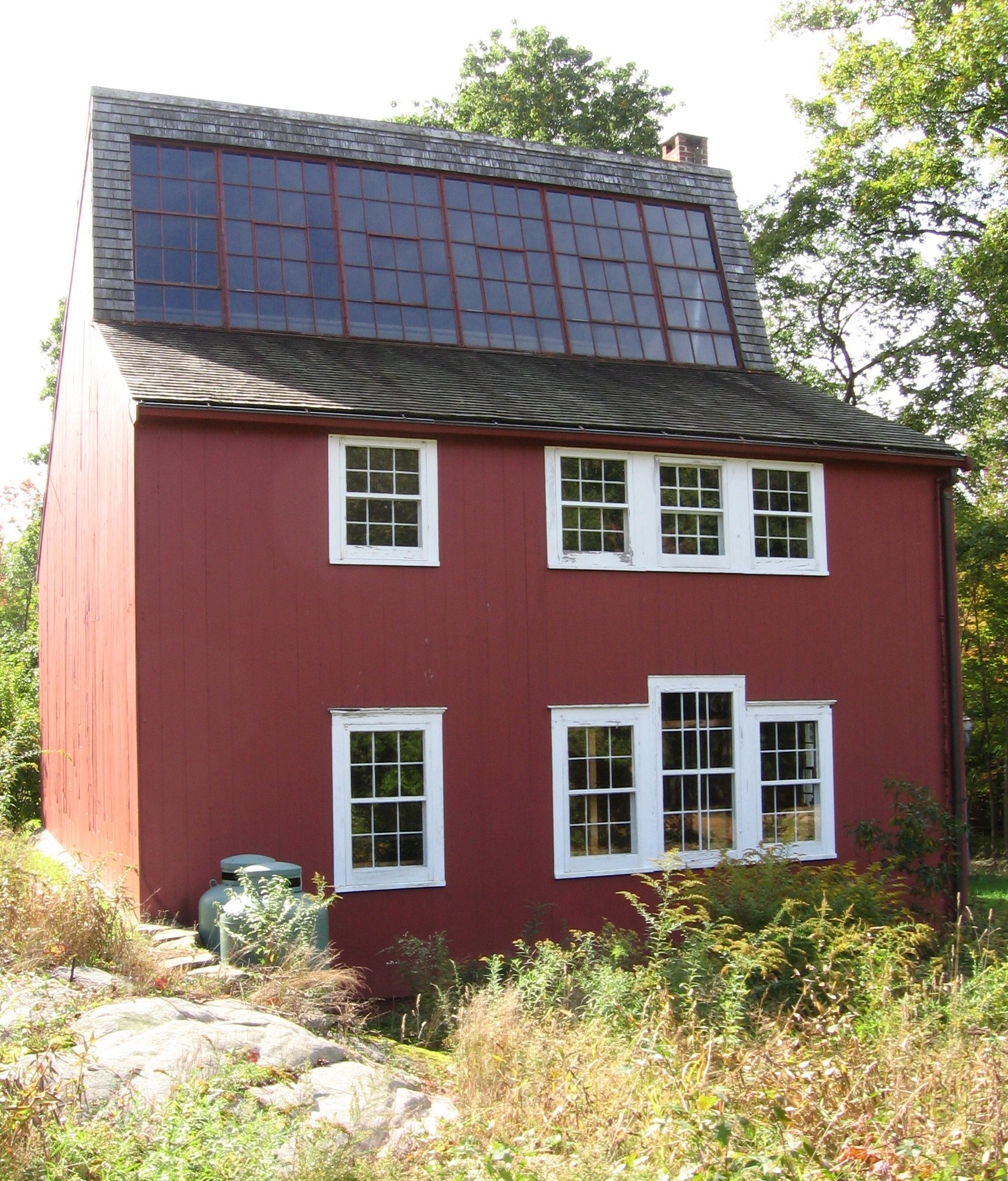
L'atelier de Young dans le Connecticut.

Dès lors la réputation de sculpteur de Young est établie et ses travaux sont fréquemment récompensés. En 1915 par exemple, il reçoit commande d'un bas-relief pour l'entrée du Manufacturers Palace de l'Exposition universelle de San Francisco et reçoit une médaille d'argent pour son œuvre. En 1916, il est nommé professeur à la Art Students League de New York, où il enseigne les techniques d'impression, la peinture, l'illustration et la sculpture jusqu'en 1943. Sa femme Cecilia meurt en 1917, le laissant seul avec deux jeunes enfants. Young est élu président du National Institute of Arts and Letters, en 1923. Cette même année il achève la sculpture du Monument to the Dead de la cathédrale américaine de Paris.
En 1925, il retourne à Paris avec ses enfants. Là, détaché du poids de l'enseignement, il travaille sur les statues de boxeurs célèbres à cette époque, des bronzes qui sont exposés, en 1928 à New York, aux Rehn Galleries. Young se rend ensuite à Hollywood et réalise, pour les Studios Fox, une vingtaine de sculptures pour le film Seven Faces de Berthold Viertel, dont une sculpture grandeur nature du champion du monde des poids légers Joe Gans. La statue en bronze est ensuite installée à l'entrée du Madison Square Garden.
Le 17 février 1931, Young épouse l'artiste Dorothy Weir, fille du peintre Julian Alden Weir et petite-fille de Robert Walter Weir. Le couple s'installe à Ridgefield dans le Connecticut, où il construit son atelier. Ils ont également un appartement sur Gramercy Park à New York. Young participe aux Jeux olympiques d'été de 1932 à Los Angeles, dans la discipline sculpture. Il présente deux de ses œuvres, la statue de Joe Gans et The Knockdown, qui représente le match de boxe, Jack Dempsey contre Luis Firpo, du 14 septembre 1923. C'est pour cette dernière qu'il reçoit la médaille d'or.
En 1933, son eau-forte Pont Neuf, dessinée à Paris, est reprise dans la revue Fine Prints of the Year, elle fait aujourd'hui partie des collections de l'Utah Museum of Fine Arts. Une exposition de ses eaux-fortes est organisée, en 1935, aux Kraushaar Galleries de New York. Le 15 mars 1936, il assiste à l’inauguration, à Tucson, de sa statue équestre du père Eusebio Francisco Kino. C'est Francis Cummins Lockwood (1864-1948), un professeur et doyen de l'University of Arizona, qui en avait passé commande, après avoir lancé une souscription à Tucson,,.

### This Is The Place Monument

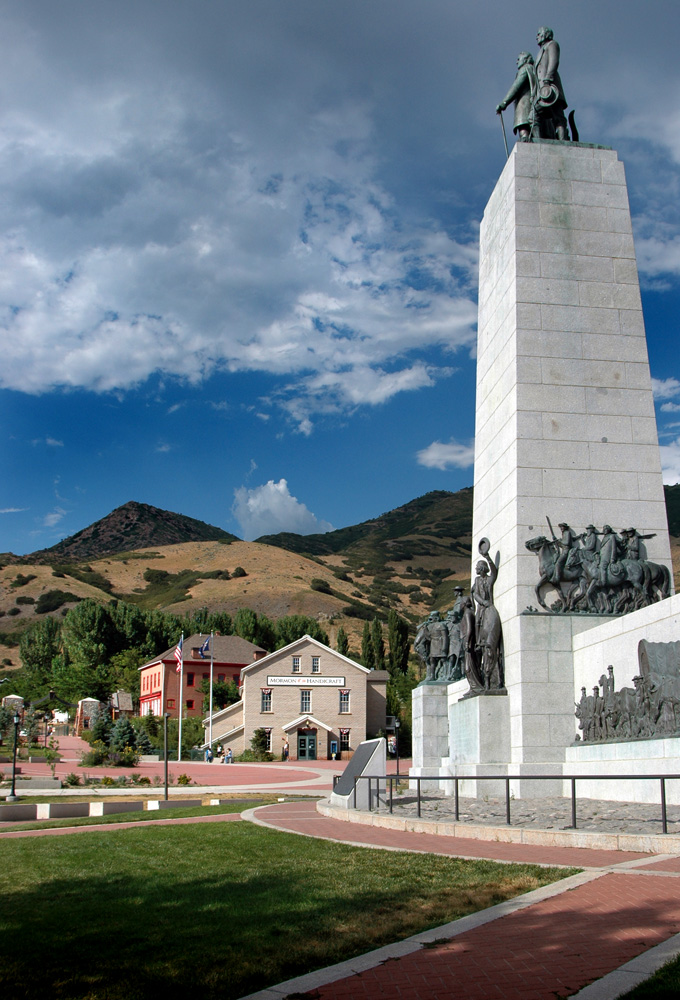
This Is The Place Monument à Salt Lake City.

Le 24 juillet 1847, Brigham Young, le grand-père de Mahonri, est malade, lorsqu'il arrive dans la vallée de Salt Lake, à la tête d'un convoi de pionniers Mormons, composé de quinze chariots. Il est allongé à l'arrière de celui de Wilford Woodruff, qui fait faire demi-tour à son attelage, afin que son passager puisse voir le paysage, par l'ouverture de la bâche à l'arrière. Young fiévreux se redresse, regarde ce panorama pendant plusieurs minutes, et dit à Woodruf:
« This is the right place, drive on ! »
Le gouverneur de l'Utah, Henry Hooper Blood, et la législature de l'Utah approuvent en 1939 le projet de Young pour le monument This is the Place, il l'emporte sur la proposition faite par le sculpteur Avard Fairbanks. Le monument dédié aux pionniers mormons, aux explorateurs et colons de l'Ouest américain progresse lentement en raison du déclenchement de la Seconde Guerre mondiale, de l'âge de l'artiste (62 ans) et de l'ampleur de la tâche. Il comprend cent quarante-quatre personnages ou animaux sculptés, fait environ dix huit mètres sur vingt-quatre. Les statues centrales, représentant Brigham Young, Heber Chase Kimball et Wilford Woodruff, font plus de cinq mètres de haut. Le 28 mai 1947, l'épouse de Young, Dorothy, meurt, juste avant l’inauguration, le 24 juillet, de ce qui va rester l’œuvre majeur de son mari.

### Dernière œuvre marquante

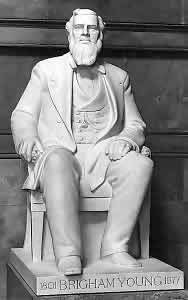
Brigham Young, par Mahonri Mackintosh Young, Capitole des États-Unis.

Young est maintenant âgé, mais il est encore une commande qu'il souhaite ardemment, celle de la statue de son grand-père Brigham Young, destinée au National Statuary Hall du Capitole des États-Unis. Il parvient à convaincre la commission de sélection de lui confier cette réalisation. L'artiste et la famille de Brigham Young, ses trois filles survivantes, ont le choix de sa représentation. Les trois tantes de Young le voient plus comme un bon père de famille, tendre et affectueux, alors qu'il souhaite représenter son grand-père comme un meneur d'hommes et un colon. Mahonri parvient à concilier les deux en donnant à l'un des profils une expression avenante et à l'autre un air plus sévère. Il décide, pour des raisons de coûts, de réaliser la statue en Italie. Dans l'après guerre, il a bien du mal à trouver une pièce de marbre assez grande et parfaite pour être sculptée. La statue une fois achevée, représente Brigham Young assis. Elle fait plus de deux mètres de haut et repose sur un piédestal de près d'un mètre. Elle est inaugurée le jour anniversaire de Brigham Young, le 1er juin 1950. En 1955, il participe à l'exposition commémorative de l'Armory Show de 1913 à New York. Mahonri Young s'éteint paisiblement dans un hôpital de Norwalk, dans le Connecticut, le 2 novembre 1957.